# 拉乌彝族乡
拉乌彝族乡是中华人民共和国云南省大理白族自治州宾川县下辖的一个民族乡。

## 行政区划
拉乌彝族乡下辖以下村级行政区划单位：
碧鸡村、箐门口村、拉乌村、来凤溪村、大厂村、新兴村和新田村。